# Alina Kabaeva
Alina Kabaeva (n. 12 mai 1983, Toshkent, Republica Sovietică Socialistă Uzbecă, URSS) este o gimnastă olimpică rusă, precum și politiciană, deputat în Duma de Stat între 2007 și 2014.
În septembrie 2014, Alina Kabaeva a devenit șefa consiliului de administrație într-un trust de presă favorabil Kremlinului, Grupul Național Media.
Acest imperiu mediatic include posturile de televiziune REN-TV și Piatîi Kanal, cotidienele „Izvestia“ și „Tvoi Den“, precum și postul de radio Ruskaia Slujba Novostei.
NMG deține de asemenea pachetul de control al acțiunilor principalului post de televiziune Pervîi Kanal.